# Soisy-sous-Montmorency (tổng)
Tổng Soisy-sous-Montmorency là một tổng, thuộc tỉnh Val-d'Oise trong vùng Île-de-France của Pháp.

## Các xã
- Soisy-sous-Montmorency (thủ phủ)(17 483 dân)
- Margency (2 824 dân)
- Andilly (2 402 dân)